# Лесото на літніх Олімпійських іграх 1980
Лесото брала участь у Літніх Олімпійських іграх 1980 року в Москві (СРСР), вдруге за свою історію, пропустивши Літні Олімпійські ігри 1976 року, але не завоювала жодної медалі.

## Результати

### Легка атлетика
| Спортсмен          | Дисципліна | Перший раунд | Перший раунд | Перший раунд | Чвертьфінал      | Чвертьфінал      | Чвертьфінал      | Півфінал         | Півфінал         | Півфінал         | Фінал            | Фінал            |
| Спортсмен          | Дисципліна | Час          | Місце        | Підсумок     | Час              | Місце            | Підсумок         | Час              | Місце            | Підсумок         | Час              | Місце            |
| ------------------ | ---------- | ------------ | ------------ | ------------ | ---------------- | ---------------- | ---------------- | ---------------- | ---------------- | ---------------- | ---------------- | ---------------- |
| Джозеф Летсека     | 100 м      | 11,21        | 6            | 57           | Завершив виступи | Завершив виступи | Завершив виступи | Завершив виступи | Завершив виступи | Завершив виступи | Завершив виступи | Завершив виступи |
| Джозеф Летсека     | 200 м      | 22,31        | 5            | 43           | Завершив виступи | Завершив виступи | Завершив виступи | Завершив виступи | Завершив виступи | Завершив виступи | Завершив виступи | Завершив виступи |
| Мопелі Молапо      | 1500 м     | 3:55,50      | 7            | 31           |                  |                  |                  | Завершив виступи | Завершив виступи | Завершив виступи | Завершив виступи | Завершив виступи |
| Мотлалупула Табана | 10 000 м   | 34:01,5      | 10           | 34           |                  |                  |                  |                  |                  |                  | Завершив виступи | Завершив виступи |
| Венсан Ракабеле    | Марафон    |              |              |              |                  |                  |                  |                  |                  |                  | 2:23:29          | 36.              |
| Кеннет Хласа       | Марафон    |              |              |              |                  |                  |                  |                  |                  |                  | DNF              | DNF              |
| Кеннет Хласа       | 800 м      | 1:56,1       | 7            | 36           |                  |                  |                  | Завершив виступи | Завершив виступи | Завершив виступи | Завершив виступи | Завершив виступи |